# Krasobruslení na Zimních olympijských hrách 2006
Krasobruslení na olympiádě v Turíně bylo na programu od 11. do 24. února v hale Palavela v Turíně

## Medailové pořadí zemí
| Pořadí | Země                         | Zlato | Stříbro | Bronz | Celkově |
| ------ | ---------------------------- | ----- | ------- | ----- | ------- |
| 1.     | Rusko (RUS)                  | 3     | 0       | 1     | 4       |
| 2.     | Japonsko (JPN)               | 1     | 0       | 0     | 1       |
| 3.     | Spojené státy americké (USA) | 0     | 2       | 0     | 2       |
| 4.     | Čína (CHN)                   | 0     | 1       | 1     | 2       |
| 5.     | Švýcarsko (SUI)              | 0     | 1       | 0     | 1       |
| 6.     | Kanada (CAN)                 | 0     | 0       | 1     | 1       |
| 6.     | Ukrajina (UKR)               | 0     | 0       | 1     | 1       |
|        | Celkem                       | 4     | 4       | 4     | 12      |

## Medailisté

### Muži
| Disciplína | Zlato                             | Výkon  | Stříbro                            | Výkon  | Bronz                         | Výkon  |
| ---------- | --------------------------------- | ------ | ---------------------------------- | ------ | ----------------------------- | ------ |
| muži       | Jevgenij Pljuščenko · Rusko (RUS) | 258,33 | Stéphane Lambiel · Švýcarsko (SUI) | 231,21 | Jeffrey Buttle · Kanada (CAN) | 227,59 |

### Ženy
| Disciplína | Zlato                             | Výkon  | Stříbro                                       | Výkon  | Bronz                      | Výkon  |
| ---------- | --------------------------------- | ------ | --------------------------------------------- | ------ | -------------------------- | ------ |
| ženy       | Šizuka Arakawová · Japonsko (JPN) | 191,34 | Sasha Cohenová · Spojené státy americké (USA) | 183,36 | Irina Slucká · Rusko (RUS) | 181,44 |

### Smíšené soutěže
| Disciplína        | Zlato                                              | Výkon  | Stříbro                                                        | Výkon  | Bronz                                              | Výkon  |
| ----------------- | -------------------------------------------------- | ------ | -------------------------------------------------------------- | ------ | -------------------------------------------------- | ------ |
| sportovní dvojice | Rusko (RUS) · Taťjana Totmjaninová · Maxim Marinin | 204,48 | Čína (CHN) · Tan Čang · Chao Čang                              | 189,73 | Čína (CHN) · Šen Süe · Čao Chung-po                | 186,91 |
| taneční páry      | Rusko (RUS) · Tatiana Navková · Roman Kostomarov   | 200,64 | Spojené státy americké (USA) · Tanith Belbin · Benjamin Agosto | 196,06 | Ukrajina (UKR) · Elena Grušinová · Ruslan Gončarov | 195,85 |